# Spermacoce hispida
Spermacoce hispida är en måreväxtart som beskrevs av Carl von Linné. Spermacoce hispida ingår i släktet Spermacoce och familjen måreväxter. Inga underarter finns listade i Catalogue of Life.